# 大鱗直線脂鯉
大鱗直線脂鯉，為輻鰭魚綱脂鯉目脂鯉亞目脂鯉科的其中一個種，為熱帶淡水魚，分布於南美洲圭亞那及亞馬遜河流域，體長可達10公分，棲息在沙石底質的急流及瀑布，生活習性不明。

## 扩展阅读
- 維基物種上的相關：大鱗直線脂鯉